# Municipio de Whitebreast
El municipio de Whitebreast (en inglés: Whitebreast Township) es un municipio ubicado en el condado de Lucas en el estado estadounidense de Iowa. En el año 2010 tenía una población de 488 habitantes y una densidad poblacional de 5,19 personas por km².

## Geografía
El municipio de Whitebreast se encuentra ubicado en las coordenadas 41°2′3″N 93°22′50″O / 41.03417, -93.38056. Según la Oficina del Censo de los Estados Unidos, el municipio tiene una superficie total de 94.03 km², de la cual 93,75 km² corresponden a tierra firme y (0,29 %) 0,28 km² es agua.

## Demografía
Según el censo de 2010, había 488 personas residiendo en el municipio de Whitebreast. La densidad de población era de 5,19 hab./km². De los 488 habitantes, el municipio de Whitebreast estaba compuesto por el 99,18 % blancos, el 0,2 % eran afroamericanos y el 0,61 % eran de una mezcla de razas. Del total de la población el 0,61 % eran hispanos o latinos de cualquier raza.